# ميتسورو هونغو
ميتسورو هونغو (本郷みつる Hongō Mitsuru، وُلِد في 12 أكتوبر 1959) هو مخرج أنمي تلفزيوني.
عمل هونغو في الأصل كرسام رسوم متحركة في أجيادو لكنه انتقل إلى شين إي أنيمشيشن حيث أخرج كرايون شين-تشان. غادر في عام 1996 وأخرج عدد من المسلسلات الأخرى. كما أخرج وكتب سيناريو الفيلم الروائي حروب ساكورا: الفيلم.
هونغو من مواليد طوكيو ولكنه نشأ في محافظة نيجاتا .

## فيلموجرافيا (كمخرج)
- صعود دودة الكتب
- أرواح المعركة: شونين توبا باشين
- شمبوي
- كرايون شين تشان
- ديلتورا كويست
- سباق الجائزة الكبرى الخالد
- ماينيتشي كاسان
- مونستر هنتر ستوريز: الركوب
- كاسومين
- كيورو تشان
- نجم الخارج عن القانون
- مرشح طيار
- ريدين
- حروب ساكورا: الفيلم
- أميرة شاماني
- شيراتوري ريكو دي غوزيماسو!
- سبريت أوف وندر
- فرسان تينكاي
- مشغل عالمي